# 堀江一真
堀江一真（1976年7月23日—），日本男性聲優、舞台演員。東京都出身。現屬Aksent。

## 人物
舊稱堀江光（ほりえ ひかる）。曾以本名堀江秀尚活動。曾屬Vi-vo、D-color。
多摩大學求學期間即在青二製作經營的青二塾修研演員、配音員。2009年至2012年4月期間曾與ロア健治共組獨立音樂團體Verba-Rhythm。
其弟堀江慶是劇本家、演出家、電影導演。

## 出演作品
※粗體字為主要角色。

### 電視動畫
2001年
- 彗星公主（鹿島洋）

2003年
- 網球王子（武藏快翔）
- 救難小英雄（水道橋通）

2004年
- 妖精的旋律（大森）
- 舞-HiME（倉內和也）

2005年
- 舞-乙HiME（和也．克勞捷克）

2006年
- 牙 -KIBA-（諾亞／德魯加、幹部B、使者）
- 日式麵包王（觀眾、觀客、新人職人）

2007年
- 結界師（學生）#16-17
- 鐵馬少年（觀客）
- 獵魔戰記（ガーク）
- 魔人偵探腦嚙涅羅（堀口明）

2008年
- Keroro軍曹（工作人員）#219
- 女神異聞錄 ～三位一體之魂～
- S·A特優生（辻龍）
- Neo Angelique Abyss（銀樹騎士）
- Neo Angelique Abyss -Second Age-（銀樹騎士、村人）
- 夏目友人帳（田沼要）
- 十字架與吸血姬 CAPU2（讃歧的不知火）

2009年
- 續 夏目友人帳（田沼要、學生）
- RIDEBACK（尾形堅司）
- 地下城與勇士（マンジン）
- 香格里拉（親衛隊員）
- Weiß Survive（丞）
- Weiß SurviveR（英语：Weiß Survive）（丞）

2010年
- 無頭騎士異聞錄 DuRaRaRa!!（矢霧誠二、黃巾賊F）

2011年
- FAIRY TAIL（納迪、拉斯提羅斯）
- Dragon Crisis ～龍之界點～（齋木／古森）
- 閃電十一人GO（真帆路正）
- 夏目友人帳 叁（田沼要）

2012年
- 夏目友人帳 肆（田沼要、提起傳聞的妖怪）
- 松本零士「オズマ」（日语：オズマ (アニメ)）（トム）

2013年
- アドリブアニメ研究所（日语：アドリブアニメ研究所）（播磨）
- 閃電十一人GO 銀河（真帆路正）

2014年
- 星刻龍騎士（葛廉·馬庫蓋亞）
- 關於完全聽不懂老公在說什麼的事 第1期（薰父、電視聲）

2015年
- FAIRY TAIL 第2期（拉斯提羅斯）
- 無頭騎士異聞錄 DuRaRaRa!!×2 承（矢霧誠二、藍色平方）
- 無頭騎士異聞錄 DuRaRaRa!!×2 轉（矢霧誠二）

2016年
- 無頭騎士異聞錄 DuRaRaRa!!×2 結（矢霧誠二）
- 吸血鬼僕人（莉莉／史諾莉莉）
- 夏目友人帳 伍（田沼要）

2017年
- 夏目友人帳 陸（田沼要）

2018年
- 實驗品家庭（房東）

2019年
- 名侦探柯南（犬山二之助）

2020年
- 土下座跪求給看（天之聲、經紀人、土下讓治）

2021年
- Hortensia SAGA 蒼之騎士團（亞雷克西·巴爾戴布隆）

2024年
- 夏目友人帳 漆（田沼要[2]）

### OVA
2006年
- CLUSTER EDGE（Cluster學生）
- 舞-乙HiME Zwei（和也．克勞捷克）

2010年
- 妖魔同鄰足洗邸（義鷹）
- 惠比壽名流男仕（日语：YEBISUセレブリティーズ）（藤波遙）
- グラール騎士団 Evoked THE Beginning Black（レグルス）

2013年
- 夏目友人帳 和貓咪老師的初次跑腿 新作動畫DVD（田沼要）※「LaLa」2013年8 - 10月號・「LaLa DX」2013年9月號全員Service

### 動畫電影
2006年
- 惡童（寶町的人們）

2018年
- 劇場版 吸血鬼僕人 -Alice in the Garden-（史諾莉莉）
- 劇場版 夏目友人帳 ～緣結空蟬～（田沼要）

### 遊戲
- 美男吸血鬼-偉人的愛戀誘惑：聖傑曼伯爵

### CD

#### 廣播劇CD
2014年
吸血鬼僕人（莉莉／史諾莉莉）

## 外部連結
- Aksent 堀江一真 （页面存档备份，存于） （日語）
- 堀江一真 官方網站 ～true eyes～ （页面存档备份，存于） （日語）
  - KAZUMA HORIE Official Blog「true eyes」 （页面存档备份，存于） （日語）
- 堀江一真的X（前Twitter） （日語）